# Tammetaguse
Tammetaguse is een plaats in de Estlandse gemeente Alutaguse, provincie Ida-Virumaa. De plaats heeft de status van dorp (Estisch: küla) en telt 26 inwoners (2021).
Tot in oktober 2017 hoorde Tammetaguse bij de gemeente Iisaku. In die maand werd Iisaku bij de fusiegemeente Alutaguse gevoegd.
De grens tussen Tammetaguse en het buurdorp Koldamäe wordt gevormd door de Põhimaantee 3, de hoofdweg van Jõhvi via Tartu en Valga naar de grens met Letland.